# Conclave de agosto de 1978
O Conclave de agosto de 1978 foi convocado após o falecimento do Papa Paulo VI, em 6 de agosto de 1978. Assim, os cardeais católicos foram até Roma para elegerem o novo sucessor de Pedro na Sé de Roma.
No dia 25 de agosto, após dois dias em reunião o cardeal patriarca de Veneza Albino Luciani, de 65 anos, é eleito Papa e toma o nome de João Paulo I. Luciani foi o primeiro papa da história a escolher um nome duplo, "João" era em homenagem a João XXIII e "Paulo" em homenagem a Paulo VI. Foi o último papa italiano a ser eleito continuamente num longo ciclo de mais de 400 anos no qual só italianos eram eleitos (o seu sucessor, o Papa João Paulo II era nascido na Polónia).
O Papa João Paulo I governou apenas 33 dias, morrendo vitimado de uma parada cardíaca fulminante.

## Papabili
Entre os Papabile, ou principais candidatos, estavam Sergio Pignedoli, presidente do Secretariado para os não cristãos, Giuseppe Siri, de Gênova, e Corrado Ursi, de Nápoles. Outros nomeados Giovanni Benelli de Florença, até recentemente Secretário de Estado do Vaticano, Sebastiano Baggio, Prefeito da Congregação para os Bispos, e Anastasio Alberto Ballestrero, não cardeal, Arcebispo de Turim. O não italiano mais frequentemente mencionado foi Johannes Willebrands, arcebispo de Utrecht. Aloísio Lorscheider do Brasil, chefe da Conferência Episcopal da América Latina, favoreceu Albino Luciani, o Patriarca de Veneza, enquanto acredita-se que Luciani tenha favorecido Lorscheider. A Time informou que o Decano do Colégio, Carlo Confalonieri, que foi excluído da participação por causa da idade, foi o primeiro a sugerir Luciani.

## Procedimentos e votação
O conclave foi realizado por dois dias, de 25 de agosto a 26 de agosto de 1978 na Capela Sistina no Vaticano. O cardeal John Joseph Wright, funcionário da Cúria Romana, estava nos EUA para tratamentos médicos e não pôde comparecer. Os procedimentos em 25 de agosto de 1978 incluíram uma missa celebrada na Basílica de São Pedro pelos cardeais eleitores pela orientação divina em sua tarefa de eleger o sucessor do Papa Paulo VI. Seis horas depois, os cardeais entraram na Capela Sistina enquanto o coro da capela cantava o hino Veni Creator Spiritus. Monsenhor Virgilio Noè, O mestre de cerimônias papais, deu o comando tradicional de Extra omnes ("Todo mundo fora!"), as portas foram trancadas e, em seguida, o conclave real começou, com o cardeal Villot presidindo (como aconteceria novamente em outubro) por ser o cardeal sênior bispo presente. As janelas da capela continuavam fechadas, algumas fechadas e o calor do verão era opressivo. O cardeal belga Leo-Jozef Suenens escreveu mais tarde: "Meu quarto era um forno. Meu celular era uma espécie de sauna". O conclave de agosto de 1978 foi o maior já montado. Para acomodar os eleitores, os tronos tradicionais com dossel foram substituídos por doze longas mesas. Karol Wojtyła, Aloísio Lorscheider e Bernardin Gantin supostamente serviram como escrutinadores durante a votação.
Luciani havia dito à secretária que recusaria o papado se fosse eleito. Durante a terceira votação, Johannes Willebrands e António Ribeiro, que estavam sentados em ambos os lados de Luciani, sussurraram palavras de encorajamento enquanto ele continuava a receber mais votos. Jaime Sin disse a Luciani: "Você será o novo papa". Luciani foi eleito na quarta votação e quando Jean-Marie Villot perguntou a Luciani se ele aceitou sua eleição, ele disse: "Que Deus te perdoe pelo que você fez" e aceitou sua eleição. Em homenagem a seus dois antecessores imediatos, ele tomou João Paulo como seu nome real. Após a eleição, quando o cardeal Sin prestou homenagem a ele, o novo papa disse: "Você era um profeta, mas meu reinado será breve".
Em 26 de agosto de 1978 às 18h24, horário local (16h24 UTC), os primeiros sinais de fumaça apareceram da chaminé da Capela Sistina. Não ficou claro por mais de uma hora se a fumaça era branca para indicar que um papa havia sido eleito ou preta para indicar que a votação continuaria. Alguns dos cardeais haviam depositado pessoalmente suas anotações e fichas no fogão, escurecendo o que deveria ter sido fumaça branca Pericle Felici, como o principal cardeal diácono, entrou na varanda da Basílica de São Pedro e entregou o Habemus Papam em latim, anunciando a eleição de Luciani. Às 19:31 da manhã, João Paulo I, apareceu na varanda e deu sua bênção. Quando ele apareceu para se dirigir à multidão, lembrou-se de que não era tradicional e retirou-se sem falar mais. Convidou os cardeais eleitores a permanecerem no conclave por mais uma noite e jantou com eles, ocupando a mesma cadeira que ocupara nos jantares de grupo anteriores.
Este foi o primeiro conclave desde 1721 em que três futuros papas participaram - João Paulo I, João Paulo II e Bento XVI - e o primeiro desde 1829 em que dois o fizeram, Pio VIII e Gregório XVI.

Brasão pontifício de João Paulo I

Brasão do Camerlengo no Conclave de 1978

| Duração Conclave   | 2 dias               |
| Numero de Votações | 4                    |
| ELEITORES          | 114                  |
| ------------------ | -------------------- |
| Ausentes           | 3                    |
| Presentes          | 111                  |
| África             | 13                   |
| América Latina     | 19                   |
| América do Norte   | 12                   |
| Ásia               | 8                    |
| Europa             | 56                   |
| Oceania            | 4                    |
| Italianos          | 26                   |
| PAPA MORTO         | PAULO VI (1963-1978) |
| PAPA ELEITO        | JOÃO PAULO I (1978)  |

## Presente no conclave

### Composição por consistório
| Consistório            | 1978    | 1978        | 1978  |
| ---------------------- | ------- | ----------- | ----- |
|                        | Eleitor | Não eleitor | Total |
| Fevereiro de 1946      |         | 3           | 3     |
| Janeiro 1953           | 4       | 2           | 6     |
| Criados por Pio XII    | 4       | 5           | 9     |
| Dezembro 1958          | 2       | 3           | 5     |
| Dezembro de 1959       |         | 1           | 1     |
| Março de 1960          | 2       |             | 2     |
| Janeiro de 1961        | 1       |             | 1     |
| Março de 1962          | 3       |             | 3     |
| Criados por João XXIII | 8       | 4           | 12    |
| Fevereiro 1965         | 11      | 2           | 13    |
| Junho 1967             | 15      | 2           | 17    |
| Abril 1969             | 26      | 1           | 27    |
| Março 1973             | 25      | 1           | 26    |
| Maio 1976              | 21      |             | 21    |
| Junho 1977             | 4       |             | 4     |
| Criados por Paulo VI   | 102     | 6           | 108   |
| total                  | 114     | 15          | 129   |

| Criado por               | Cardeais | Por Cento | Direito Voto | Por Cento |
| ------------------------ | -------- | --------- | ------------ | --------- |
| Papa Pio XII (PXII)      | 09       | 6,98 %    | 04           | 3,51 %    |
| Papa João XXIII (JXXIII) | 012      | 9,3 %     | 08           | 7,02 %    |
| Papa Paulo VI (PVI)      | 0108     | 83,72 %   | 0102         | 89,47 %   |
| Total                    | 129      | 100 %     | 114          | 100 %     |

A presidência do Conclave cabe ao Decano do Colégio de Cardeais ou, não sendo este eleitor, ao Cardeal-Bispo Eleitor presente no Conclave com maior precedência. Como o Cardeal Decano Carlo Confalonieri e o Cardeal Vice-Decano Paolo Marella não eram eleitores, coube ao Cardeal Jean-Marie Villot, Cardeal-Bispo de Frascati, presidir ao Conclave.

## Cardeais Bispos
| Nº | Nome                  | País   | Função                                                                                      | Data Nascimento         | Consistório    | Papa |
| -- | --------------------- | ------ | ------------------------------------------------------------------------------------------- | ----------------------- | -------------- | ---- |
| 1  | Jean-Marie Villot     | França | Cardeal Secretário de Estado da Santa Sé Camerlengo                                         | 11 de outubro de 1905   | Fevereiro 1965 | PVI  |
| 2  | Antonio Samorè        | Itália | Arquivista dos Arquivos Secretos do Vaticano                                                | 4 de dezembro de 1905   | Junho 1967     | PVI  |
| 3  | Sebastiano Baggio     | Itália | Prefeito da Comissão para os Bispos Presidente da Pontifícia Comissão para a América Latina | 16 de maio de 1913      | Abril 1969     | PVI  |
| 4  | Francesco Carpino     | Itália | Arcebispo-emérito da Palermo                                                                | 18 de maio de 1905      | Junho 1967     | PVI  |
| 5  | Stephanos I Sidarouss | Egito  | Patriarca de Patriarca Católico Copta de Alexandria                                         | 22 de fevereiro de 1904 | Fevereiro 1965 | PVI  |

## Cardeais Presbíteros
| Nº | Nome                                   | País                           | Função                                                                     | Data Nascimento         | Consistório    | Papa  |
| -- | -------------------------------------- | ------------------------------ | -------------------------------------------------------------------------- | ----------------------- | -------------- | ----- |
| 6  | Giuseppe Siri                          | Itália                         | Arcebispo de Génova                                                        | 20 de maio de 1906      | Janeiro 1953   | PXII  |
| 7  | Stefan Wyszyński                       | Polónia                        | Arcebispo de Gniezno e Varsóvia                                            | 3 de agosto de 1901     | Janeiro 1953   | PXII  |
| 8  | Paul-Émile Léger, P.S.S.               | Canadá                         | Arcebispo de Montreal                                                      | 25 de abril de 1904     | Janeiro 1953   | PXII  |
| 9  | José María Bueno y Monreal             | Espanha                        | Arcebispo de Sevilha                                                       | 11 de setembro de 1904  | Dezembro 1958  | JXIII |
| 10 | Franz König                            | Áustria                        | Arcebispo de Viena                                                         | 3 de agosto de 1905     | Dezembro 1958  | JXIII |
| 11 | Bernardus Johannes Alfrink             | Países Baixos                  | Arcebispo da Utrecht                                                       | 5 de julho de 1900      | Março 1960     | JXIII |
| 12 | Laurean Rugambwa                       | Tanzânia                       | Arcebispo de Dar-es-Salaam                                                 | 12 de julho de 1912     | Março 1960     | JXIII |
| 13 | José Humberto Quintero Parra           | Venezuela                      | Arcebispo de Caracas                                                       | 22 de setembro de 1902  | Março 1960     | JXIII |
| 14 | Juan Landázuri Ricketts, O.F.M.        | Peru                           | Arcebispo de Lima                                                          | 19 de dezembro de 1913  | Março 1962     | JXIII |
| 15 | Raúl Silva Henríquez, S.D.B.           | Chile                          | Arcebispo de Santiago do Chile                                             | 27 de setembro de 1907  | Março 1962     | JXIII |
| 16 | Leo-Jozef Suenens                      | Bélgica                        | Arcebispo de Bruxelas Ordinário Militar da Bélgica                         | 16 de julho de 1904     | Março 1962     | JXIII |
| 17 | Thomas Benjamin Cooray, O.M.I.         | Sri Lanka                      | Arcebispo de Colombo                                                       | 28 de dezembro de 1901  | Fevereiro 1965 | PVI   |
| 18 | Maurice Roy                            | Canadá                         | Arcebispo de Québec                                                        | 25 de janeiro de 1905   | Fevereiro 1965 | PVI   |
| 19 | Owen McCann                            | África do Sul                  | Arcebispo de Cidade do Cabo                                                | 26 de junho de 1907     | Fevereiro 1965 | PVI   |
| 20 | Léon-Étienne Duval                     | França                         | Arcebispo de Argel                                                         | 9 de novembro de 1903   | Fevereiro 1965 | PVI   |
| 21 | Ermenegildo Florit                     | Itália                         | Arcebispo de Florença                                                      | 5 de julho de 1901      | Fevereiro 1965 | PVI   |
| 22 | Franjo Šeper                           | Croácia                        | Prefeito da Congregação para a Doutrina da Fé                              | 2 de outubro de 1905    | Fevereiro 1965 | PVI   |
| 23 | Paul Zoungrana                         | Burquina Fasso                 | Arcebispo de Uagadugu                                                      | 3 de setembro de 1917   | Fevereiro 1965 | PVI   |
| 24 | Agnelo Rossi                           | Brasil                         | Prefeito da Congregação para a Evangelização dos Povos                     | 4 de maio de 1913       | Fevereiro 1965 | PVI   |
| 25 | Giovanni Colombo                       | Itália                         | Arcebispo de Milão                                                         | 6 de dezembro de 1902   | Fevereiro 1965 | PVI   |
| 26 | Gabriel-Marie Garrone                  | França                         | Prefeito da Congregação para a Educação Católica                           | 12 de outubro de 1901   | Junho 1967     | PVI   |
| 27 | Egidio Vagnozzi                        | Itália                         | Prefeito da Prefeitura dos Assuntos Econômicos da Santa Sé                 | 26 de fevereiro de 1906 | Junho 1967     | PVI   |
| 28 | Maximilien de Fürstenberg              | Países Baixos                  | Grão-mestre da Ordem Equestre do Santo Sepulcro de Jerusalém               | 23 de outubro de 1904   | Junho 1967     | PVI   |
| 29 | José Clemente Maurer, C.Ss.R.          | Peru                           | Arcebispo de Sucre                                                         | 13 de março de 1900     | Junho 1967     | PVI   |
| 30 | John Joseph Krol                       | Estados Unidos                 | Arcebispo de Filadélfia                                                    | 26 de outubro de 1910   | Junho 1967     | PVI   |
| 31 | John Patrick Cody                      | Estados Unidos                 | Arcebispo de Chicago                                                       | 24 de dezembro de 1907  | Junho 1967     | PVI   |
| 32 | Corrado Ursi                           | Itália                         | Arcebispo da Nápoles                                                       | 26 de julho de 1908     | Junho 1967     | PVI   |
| 33 | Alfred Bengsch                         | Alemanha                       | Bispo de Berlim                                                            | 10 de setembro de 1921  | Junho 1967     | PVI   |
| 34 | Justinus Darmojuwono                   | Indonésia                      | Arcebispo de Semarang                                                      | 2 de novembro de 1914   | Junho 1967     | PVI   |
| 35 | Karol Józef Wojtyła                    | Polónia                        | Arcebispo de Cracóvia                                                      | 18 de maio de 1920      | Junho 1967     | PVI   |
| 36 | Michele Pellegrino                     | Itália                         | Arcebispo de Turim                                                         | 25 de abril de 1903     | Junho 1967     | PVI   |
| 37 | Alexandre-Charles-Albert-Joseph Renard | França                         | Arcebispo de Lyon                                                          | 7 de junho de 1906      | Junho 1967     | PVI   |
| 38 | Alfredo Vicente Scherer                | Brasil                         | Arcebispo de Porto Alegre                                                  | 20 de maio de 1906      | Abril 1969     | PVI   |
| 39 | Julio Rosales y Ras                    | Filipinas                      | Arcebispo de Cebu                                                          | 18 de setembro de 1906  | Abril 1969     | PVI   |
| 40 | Gordon Joseph Gray                     | Escócia                        | Arcebispo de Santo André e Edimburgo                                       | 10 de agosto de 1910    | Abril 1969     | PVI   |
| 41 | Paolo Bertoli                          | Itália                         | Prefeito-Emérito da Congregação para as Causas dos Santos                  | 1 de fevereiro de 1908  | Abril 1969     | PVI   |
| 42 | Joseph Parecattil                      | Índia                          | Arcebispo de Ernakulam                                                     | 1 de abril de 1912      | Abril 1969     | PVI   |
| 43 | John Francis Dearden                   | Estados Unidos                 | Arcebispo da Detroit                                                       | 15 de outubro de 1907   | Abril 1969     | PVI   |
| 44 | François Marty                         | Tanzânia                       | Arcebispo de Paris                                                         | 18 de maio de 1904      | Abril 1969     | PVI   |
| 45 | George Bernard Flahiff, C.S.B.         | Canadá                         | Arcebispo de Winnipeg                                                      | 26 de outubro de 1905   | Abril 1969     | PVI   |
| 46 | Paul Gouyon                            | França                         | Arcebispo de Rennes                                                        | 24 de outubro de 1910   | Abril 1969     | PVI   |
| 47 | Mario Casariego y Acevedo, C.R.S.      | Guatemala                      | Arcebispo de Santiago de Guatemala                                         | 13 de fevereiro de 1909 | Abril 1969     | PVI   |
| 48 | Vicente Enrique y Tarancón             | Espanha                        | Arcebispo de Madri                                                         | 14 de maio de 1907      | Abril 1969     | PVI   |
| 49 | Joseph-Albert Malula                   | República Democrática do Congo | Arcebispo de Kinshasa                                                      | 12 de dezembro de 1917  | Abril 1969     | PVI   |
| 50 | Pablo Muñoz Vega, S.J.                 | Equador                        | Arcebispo de Quito                                                         | 23 de maio de 1903      | Abril 1969     | PVI   |
| 51 | Antonio Poma                           | Itália                         | Arcebispo de Bolonha                                                       | 12 de junho de 1910     | Abril 1969     | PVI   |
| 52 | John Joseph Carberry                   | Estados Unidos                 | Arcebispo de Saint Louis                                                   | 31 de julho de 1904     | Abril 1969     | PVI   |
| 53 | Terence James Cooke                    | Estados Unidos                 | Arcebispo de Nova Iorque                                                   | 1 de março de 1921      | Abril 1969     | PVI   |
| 54 | Stephen Kim Sou-hwan                   | Coreia do Sul                  | Arcebispo da Seul                                                          | 8 de maio de 1922       | Abril 1969     | PVI   |
| 55 | Eugênio Sales                          | Brasil                         | Arcebispo de Rio de Janeiro                                                | 8 de novembro de 1920   | Abril 1969     | PVI   |
| 56 | Joseph Höffner                         | Alemanha                       | Arcebispo de Colônia                                                       | 24 de dezembro de 1906  | Abril 1969     | PVI   |
| 57 | Johannes Willebrands                   | Países Baixos                  | Presidente do Pontifício Conselho para a Promoção da Unidade dos Cristãos  | 4 de setembro de 1909   | Abril 1969     | PVI   |
| 58 | Albino Luciani                         | Itália                         | Patriarca de Veneza                                                        | 17 de outubro de 1912   | Março 1973     | PVI   |
| 59 | António Ribeiro                        | Portugal                       | Patriarca de Lisboa                                                        | 21 de maio de 1928      | Março 1973     | PVI   |
| 60 | James Robert Knox                      | Estados Unidos                 | Prefeito da Congregação para o Culto Divino e a Disciplina dos Sacramentos | 2 de março de 1914      | Março 1973     | PVI   |
| 61 | Avelar Brandão Vilela                  | Brasil                         | Arcebispo de Salvador                                                      | 13 de junho de 1912     | Março 1973     | PVI   |
| 62 | Joseph Marie Anthony Cordeiro          | Índia                          | Arcebispo de Karachi                                                       | 19 de janeiro de 1918   | Março 1973     | PVI   |
| 63 | Aníbal Muñoz Duque                     | Colômbia                       | Arcebispo de Bogotá                                                        | 3 de outubro de 1908    | Março 1973     | PVI   |
| 64 | Luis Aponte Martínez                   | Porto Rico                     | Arcebispo de San Juan de Porto Rico                                        | 4 de agosto de 1922     | Março 1973     | PVI   |
| 65 | Raúl Francisco Primatesta              | Argentina                      | Arcebispo da Córdoba                                                       | 14 de abril de 1919     | Março 1973     | PVI   |
| 66 | Salvatore Pappalardo                   | Itália                         | Arcebispo de Palermo                                                       | 23 de setembro de 1918  | Março 1973     | PVI   |
| 67 | Marcelo González Martín                | Espanha                        | Arcebispo de Toledo                                                        | 16 de janeiro de 1918   | Março 1973     | PVI   |
| 68 | Louis-Jean-Frédéric Guyot              | França                         | Arcebispo de Toulouse                                                      | 7 de julho de 1905      | Março 1973     | PVI   |
| 69 | Ugo Poletti                            | Itália                         | Arcipreste da Basílica de Santa Maria Maior                                | 19 de abril de 1914     | Março 1973     | PVI   |
| 70 | Timothy Manning                        | Estados Unidos                 | Arcebispo de Los Angeles                                                   | 15 de novembro de 1909  | Março 1973     | PVI   |
| 71 | Maurice Michael Otunga                 | Quênia                         | Arcebispo de Nairobi                                                       | 31 de janeiro de 1923   | Março 1973     | PVI   |
| 72 | José Salazar López                     | México                         | Arcebispo de Guadalajara                                                   | 12 de janeiro de 1910   | Março 1973     | PVI   |
| 73 | Humberto de Sousa Medeiros             | Portugal                       | Arcebispo de Boston                                                        | 6 de outubro de 1915    | Março 1973     | PVI   |
| 74 | Paulo Evaristo Arns, O.F.M.            | Brasil                         | Arcebispo de São Paulo                                                     | 14 de setembro de 1921  | Março 1973     | PVI   |
| 75 | James Darcy Freeman                    | Austrália                      | Arcebispo da Sydney                                                        | 19 de novembro de 1907  | Março 1973     | PVI   |
| 76 | Narciso Jubany Arnau                   | Espanha                        | Arcebispo de Barcelona                                                     | 12 de agosto de 1913    | Março 1973     | PVI   |
| 77 | Hermann Volk                           | Alemanha                       | Bispo de Mogúncia                                                          | 27 de dezembro de 1903  | Março 1973     | PVI   |
| 78 | Pio Taofinu'u                          | Samoa                          | Arcebispo de Samoa-Apia                                                    | 8 de dezembro de 1923   | Março 1973     | PVI   |
| 79 | Octavio Antonio Beras Rojas            | República Dominicana           | Arcebispo de Santo Domingo                                                 | 16 de novembro de 1906  | Maio 1976      | PVI   |
| 80 | Juan Carlos Aramburu                   | Argentina                      | Arcebispo de Buenos Aires                                                  | 11 de fevereiro de 1912 | Maio 1976      | PVI   |
| 81 | Joseph Marie Trinh-nhu-Khuê            | Vietname                       | Arcebispo de Hanói                                                         | 11 de dezembro de 1898  | Maio 1976      | PVI   |
| 82 | Hyacinthe Thiandoum                    | Senegal                        | Arcebispo de Dacar                                                         | 2 de fevereiro de 1921  | Maio 1976      | PVI   |
| 83 | Emmanuel Kiwanuka Nsubuga              | Uganda                         | Arcebispo de Kampala                                                       | 5 de novembro de 1914   | Maio 1976      | PVI   |
| 84 | Lawrence Trevor Picachy, S.J.          | Indonésia                      | Arcebispo de Calcutá                                                       | 7 de agosto de 1916     | Maio 1976      | PVI   |
| 85 | Jaime Sin                              | Índia                          | Arcebispo de Manila                                                        | 31 de agosto de 1928    | Maio 1976      | PVI   |
| 86 | William Wakefield Baum                 | Estados Unidos                 | Arcebispo de Washington                                                    | 21 de novembro de 1926  | Maio 1976      | PVI   |
| 87 | Aloísio Lorscheider, O.F.M.            | Brasil                         | Arcebispo de Fortaleza                                                     | 8 de outubro de 1924    | Maio 1976      | PVI   |
| 88 | Reginald John Delargey                 | Nova Zelândia                  | Arcebispo de Wellington                                                    | 10 de dezembro de 1914  | Maio 1976      | PVI   |
| 89 | László Lékai                           | Hungria                        | Arcebispo de Esztergom                                                     | 12 de março de 1910     | Maio 1976      | PVI   |
| 90 | George Basil Hume, O.S.B.              | Reino Unido                    | Arcebispo de Westminster                                                   | 2 de março de 1923      | Maio 1976      | PVI   |
| 91 | Victor Razafimahatratra, S.J.          | Madagáscar                     | Arcebispo de Antananarivo                                                  | 8 de setembro de 1921   | Maio 1976      | PVI   |
| 92 | František Tomášek                      | Chéquia                        | Arcebispo de Praga                                                         | 30 de junho de 1899     | Maio 1976      | PVI   |
| 93 | Dominic Ignatius Ekandem               | Nigéria                        | Arcebispo de Abuja                                                         | 23 de junho de 1917     | Maio 1976      | PVI   |
| 94 | Giovanni Benelli                       | Itália                         | Arcebispo de Florença                                                      | 12 de maio de 1921      | Junho 1977     | PVI   |
| 95 | Joseph Aloisius Ratzinger              | Alemanha                       | Arcebispo de Munique e Frisinga                                            | 16 de abril de 1927     | Junho 1977     | PVI   |

## Cardeais Diáconos
| Nº  | Nome                              | País      | Função                                                                                      | Data Nascimento         | Consistório | Papa |
| --- | --------------------------------- | --------- | ------------------------------------------------------------------------------------------- | ----------------------- | ----------- | ---- |
| 96  | Pericle Felici                    | Itália    | Prefeito do Supremo Tribunal da Assinatura Apostólica Protodiácono                          | 1 de agosto de 1911     | Junho 1967  | PVI  |
| 97  | Silvio Oddi                       | Itália    | Núncio na Bélgica e Internuncio no Luxemburgo                                               | 14 de novembro de 1910  | Abril 1969  | PVI  |
| 98  | Giuseppe Paupini                  | Itália    | Presidente da Penitenciária Apostólica                                                      | 25 de fevereiro de 1907 | Abril 1969  | PVI  |
| 99  | Mario Nasalli Rocca di Corneliano | Itália    | Presidente-emérito da Prefeitura da Casa Pontifícia                                         | 12 de agosto de 1903    | Abril 1969  | PVI  |
| 100 | Sergio Guerri                     | Itália    | Presidente da Pontifícia Comissão para o Estado da Cidade do Vaticano                       | 25 de dezembro de 1905  | Abril 1969  | PVI  |
| 101 | Sergio Pignedoli                  | Itália    | Prefeito do Pontifício Conselho para o Diálogo Inter-Religioso                              | 4 de junho de 1910      | Março 1973  | PVI  |
| 102 | Umberto Mozzoni                   | Itália    | Presidente da Comissão de Cardeais para os Pontifícios Santuários de Pompeia, Loreto e Bari | 29 de junho de 1904     | Março 1973  | PVI  |
| 103 | Paul-Pierre Philippe, O.P.        | França    | Prefeito de Congregação para as Igrejas Orientais                                           | 16 de abril de 1905     | Março 1973  | PVI  |
| 104 | Pietro Palazzini                  | Itália    | Secretário-emérito da Congregação para o Clero                                              | 19 de maio de 1912      | Março 1973  | PVI  |
| 105 | Opilio Rossi                      | Itália    | presidente do Pontifício Conselho para os Leigos                                            | 14 de maio de 1910      | Maio 1976   | PVI  |
| 106 | Giuseppe Maria Sensi              | Itália    | Núncio Apostólico-emérito de Portugal                                                       | 27 de maio de 1907      | Maio 1976   | PVI  |
| 107 | Corrado Bafile                    | Itália    | Presidente da Congregação para as Causas dos Santos                                         | 4 de julho de 1903      | Maio 1976   | PVI  |
| 108 | Joseph Schröffer                  | Alemanha  | Secretário-emérito da Congregação para a Educação Católica                                  | 20 de fevereiro de 1903 | Maio 1976   | PVI  |
| 109 | Eduardo Francisco Pirônio         | Argentina | Prefeito da Congregação para os Religiosos e Institutos Seculares                           | 3 de dezembro de 1920   | Maio 1976   | PVI  |
| 110 | Bernardin Gantin                  | Gana      | Presidente do Pontifício Conselho Justiça e Paz Presidente do Pontifício Conselho Cor Unum  | 8 de maio de 1922       | Junho 1977  | PVI  |
| 111 | Mario Luigi Ciappi, O.P.          | Alemanha  | Teólogo da Casa Pontifícia                                                                  | 6 de outubro de 1909    | Junho 1977  | PVI  |

## Ausentes
| Nº | Nome               | País           | Função                               | Data Nascimento       | Consistório  | Papa |
| -- | ------------------ | -------------- | ------------------------------------ | --------------------- | ------------ | ---- |
| 1  | Valerian Gracias   | Índia          | Arcebispo de Bombaim                 | 23 de outubro de 1900 | Janeiro 1953 | PXII |
| 2  | John Joseph Wright | Estados Unidos | Prefeito da Congregação para o Clero | 18 de julho de 1909   | Abril 1969   | PVI  |
| 3  | Boleslaw Filipiak  | Polónia        | Presidente do Rota Romana            | 1 de setembro de 1901 | Maio 1976    | PVI  |

## Acima de 80 anos

### Cardeis Bispos
| Nº | Nome               | País   | Função | Data Nascimento       | Consistório   | Papa   |
| -- | ------------------ | ------ | --- | --------------------- | ------------- | ------ |
| 1  | Carlo Confalonieri | Itália | Decano do Colégio Cardinalício                                                                                  | 25 de julho de 1893   | Dezembro 1958 | JXXIII |
| 2  | Paolo Marella      | Itália | Prefeito-emérito da Pontifícia Comissão para o Estado da Cidade do Vaticano Vice-Decano do Colégio Cardinalício | 25 de janeiro de 1895 | Dezembro 1959 | JXXIII |

### Cardeis Presbíteros
| Nº | Nome                                | País           | Função                                                                      | Data Nascimento         | Consistório    | Papa   |
| -- | ----------------------------------- | -------------- | --------------------------------------------------------------------------- | ----------------------- | -------------- | ------ |
| 3  | Carlos Carmelo de Vasconcelos Motta | Brasil         | Arcebispo de Aparecida Protopresbítero                                      | 16 de julho de 1890     | Fevereiro 1946 | PXII   |
| 4  | Joseph Frings                       | Alemanha       | Arcebispo emérito de Colônia                                                | 6 de fevereiro de 1887  | Fevereiro 1946 | PXII   |
| 5  | Antonio Caggiano                    | Argentina      | Arcebispo emérito da Buenos Aires                                           | 30 de janeiro de 1889   | Fevereiro 1946 | PXII   |
| 6  | James Francis McIntyre              | Estados Unidos | Arcebispo emérito de Los Angeles                                            | 25 de junho de 1886     | Janeiro 1953   | PXII   |
| 7  | Alfredo Ottaviani                   | Itália         | Prefeito-emérito da Congregação para a Doutrina da Fé                       | 29 de outubro de 1890   | Janeiro 1953   | PXII   |
| 8  | Antonio María Barbieri, O.F.M.Cap.  | Uruguai        | Arcebispo emérito de Montevidéu                                             | 12 de outubro de 1892   | Dezembro 1958  | JXXIII |
| 9  | Alberto di Jorio                    | Itália         | Prefeito-emérito da Pontifícia Comissão para o Estado da Cidade do Vaticano | 18 de julho de 1884     | Dezembro 1958  | JXXIII |
| 10 | Josyp Slipyj                        | Ucrânia        | Arcebispo emérito de Kiev-Halych                                            | 17 de fevereiro de 1892 | Fevereiro 1965 | PVI    |
| 11 | Lawrence Joseph Shehan              | Estados Unidos | Arcebispo emérito de Baltimore                                              | 18 de março de 1898     | Fevereiro 1965 | PVI    |
| 12 | Patrick Aloysius O'Boyle            | Estados Unidos | Arcebispo emérito de Washington                                             | 18 de julho de 1896     | Junho 1967     | PVI    |
| 13 | Pietro Parente                      | Itália         | Secretário-emérito da Congregação para a Doutrina da Fé                     | 16 de fevereiro de 1891 | Junho 1967     | PVI    |
| 14 | Miguel Darío Miranda y Gómez        | México         | Arcebispo emérito de Cidade do México                                       | 19 de dezembro de 1895  | Abril 1969     | PVI    |

### Cardeis Diácono
| Nº | Nome                                  | País   | Função                                                      | Data Nascimento     | Consistório | Papa |
| -- | ------------------------------------- | ------ | ----------------------------------------------------------- | ------------------- | ----------- | ---- |
| 15 | Ferdinando Giuseppe Antonelli, O.F.M. | Itália | Secretário-emérito da Congregação para as Causas dos Santos | 14 de julho de 1896 | Março 1973  | PVI  |

Vários autores forneceram o que afirma ser o resultado das votações do conclave. Os detalhes das várias cédulas, no entanto, não podem ser revelados pelos cardeais, sob pena de excomunhão, mas este foi o primeiro conclave em que foram excluídos cardeais com mais de oitenta anos. No entanto, estes últimos foram admitidos a participar das reuniões preparatórias, mas não foram obrigados a prestar juramento de sigilo como os cardeais eleitores. Portanto, é possível que esses cardeais tenham revelado detalhes ouvidos pelos cardeais que participaram ativamente do conclave.

## Contagem de Casariego
De acordo com as confidências do cardeal Mario Casariego y Acevedo, os votos seguintes seriam os votos das várias cédulas: 

### Manhã de 26 de agosto, primeira votação
| cardeais                  | voto |
| ------------------------- | ---- |
| Giuseppe Siri             | 25   |
| Albino Luciani            | 23   |
| Sergio Pignedoli          | 18   |
| Sebastiano Baggio         | 9    |
| Franz König               | 8    |
| Paolo Bertoli             | 5    |
| Eduardo Francisco Pironio | 4    |
| Pericle Felici            | 2    |
| Aloísio Lorscheider       | 2    |
| Outros                    | 15   |

### Segunda votação
| cardeais         | voto |
| ---------------- | ---- |
| Albino Luciani   | 53   |
| Giuseppe Siri    | 24   |
| Sergio Pignedoli | 15   |
| Karol Wojtyła    | 4    |
| Outros           | 15   |

### Tarde de 26 de agosto, terceira votação
| cardeais         | voto |
| ---------------- | ---- |
| Albino Luciani   | 70   |
| Giuseppe Siri    | 12   |
| Sergio Pignedoli | 10   |
| Outros           | 19   |

### Quarta votação
| cardeais       | voto              |
| -------------- | ----------------- |
| Albino Luciani | 101 (eleito papa) |
| Outros         | 10                |

## Contagem de yallop
Conforme descrito por David Yallop no livro  Em nome de Deus , os seguintes seriam os votos das várias cédulas:

### Manhã de 26 de agosto, primeira votação
| cardeais | voto |
| --- | ---- |
| Giuseppe Siri | 25   |
| Albino Luciani | 23   |
| Sergio Pignedoli | 18   |
| Aloísio Lorscheider | 12   |
| Sebastiano Baggio | 9    |
| Outros (de acordo com Yallop Paolo Bertoli, Pericle Felici Eduardo Francisco Pironio, Karol Wojtyła Joseph Marie Anthony Cordeiro,Franz König) | 24   |

### Segunda votação
| cardeais            | voto |
| ------------------- | ---- |
| Giuseppe Siri       | 35   |
| Albino Luciani      | 30   |
| Sergio Pignedoli    | 15   |
| Aloísio Lorscheider | 12   |
| Outros              | 19   |

### Tarde de 26 de agosto, terceira votação
| cardeais         | voto |
| ---------------- | ---- |
| Albino Luciani   | 68   |
| Giuseppe Siri    | 15   |
| Sergio Pignedoli | 10   |
| Outros           | 18   |

### Quarta votação
| cardeais            | voto             |
| ------------------- | ---------------- |
| Albino Luciani      | 99 (eleito papa) |
| Giuseppe Siri       | 11               |
| Aloísio Lorscheider | 1                |